# K9 Thunder
Die K9 Thunder ist eine in Südkorea entwickelte Panzerhaubitze. Das dazugehörige Ladefahrzeug wird als K10 Ammunition Resupply Vehicle (ARV) bezeichnet.

## Entwicklung
Die K9 entstand aufgrund einer Forderung der südkoreanischen Streitkräfte. Diese wollten mit einer neuen Panzerhaubitze die M109A2-Panzerhaubitze ersetzen. Der Entwicklungsauftrag der K9 wurde Hanwha Defense bzw. Samsung Techwin zugesprochen. Die Entwicklung des Geschützes begann 1989. Im Jahre 1994 wurde der erste Prototyp vorgestellt. Der Vertrag zur Serienfertigung von 1136 Fahrzeugen wurde am 22. Dezember 1998 unterzeichnet und die ersten Einheiten wurden 1999 ausgeliefert.

## Technik

### Fahrzeug
Der Aufbau der K9 entspricht dem einer klassischen Panzerhaubitze mit einer Fahrzeugwanne und einem Waffenturm. Der Motor befindet sich im Wannenbug links. Die Konstruktion der K9 besteht aus geschweißten Panzerstahlplatten mit einer Materialstärke von maximal 19 mm. Diese bieten Schutz vor 14,5×114-mm-Munition und Splittern von 155-mm-Artilleriegranaten. Das Laufwerk ist ein Stützrollenlaufwerk mit 6 Lauf- und 3 Stützrollen je Seite und hydropneumatischer Federung. Die Kette ist eine Verbinderkette, die mit Gummipolstern ausgestattet werden kann. Der Fahrerplatz befindet sich vorne rechts neben dem Motor. Der Rest der Besatzung ist im hinteren Teil des Fahrzeuges im Bereich des Waffenturmes untergebracht. Das Auf- und Absitzen der Besatzung erfolgt durch eine Tür im Wannenheck. Die Fahrzeuge K9, K10 und K77 verfügen über ABC-Schutz. Zur Selbstverteidigung ist auf dem Turmdach auf einer Drehlafette ein K6-Maschinengewehr mit 500 Schuss montiert.
Die K9 erreicht auf der Straße eine maximale Fahrgeschwindigkeit von 67 km/h und hat eine Reichweite von bis zu 480 km. Das Artilleriesystem ist geländegängig und kann Steigungen von bis zu 60 % überwinden. Die maximal zulässige Querneigung liegt bei 30 %. Das Fahrzeug kann Gewässer mit einer maximalen Tiefe von 1,5 m und Gräben von bis zu 2,8 m Breite überwinden. Die Bodenfreiheit beträgt über 41 cm. Das Artilleriesystem kann aus voller Fahrt innerhalb 30 Sekunden den Feuerkampf aufnehmen. Ebenso kann es nach Beendigung des Feuerauftrages innerhalb von 30 Sekunden die Stellung wieder verlassen.
Im September 2020 entschied die südkoreanische DAPA (Defense Acquisition Program Administration), den deutschen Motor MTU MT 881 Ka-500 durch einen aus heimischer Produktion zu ersetzen. Die Vereinigten Arabischen Emirate zeigten Interesse für die K9 Thunder, allerdings konnte Hanwha Defense die mit einem aus Deutschland gelieferten Motor ausgerüstete Artilleriesysteme wegen der Ablehnung der deutschen Bundesregierung nicht in die Emirate exportieren.

### Geschütz
Das CN-98-Geschütz ist eine Weiterentwicklung der 155-mm-Feldhaubitze KH179 mit 52 Kaliberlängen (L/52). Bei der ersten K9-Version betrug die Rohrlebensdauer rund 1000 Schuss. Ab der Ausführung K9A2 ist die Innenseite des Geschützrohres hartverchromt, was die Rohrlebensdauer auf rund 1500 Schuss erhöht. Der Seitenrichtbereich des Geschützes beträgt 360°. Der Höhenrichtbereich liegt bei −2,5 bis +70°. Bei der Rohrwiege sind am Geschützrohr zwei hydropneumatische Rohrbremsen und Rohrvorholer montiert. Etwa in Rohrmitte ist ein Rauchabsauger installiert. Am Rohrende ist eine Mehrkammer-Mündungsbremse angebracht, die den Rückstoß mindert. Die Ladungskammer hat ein Volumen von 23 Litern und verfügt über einen Schraubenverschluss. Geschütz und Geschosse erfüllen die Vorgaben des Joint Ballistics Memorandum of Understanding (JBMoU) der NATO. Im Waffenturm sind in zwei Magazinen 48 Geschosse und die dazugehörigen Treibladungen untergebracht. Das Geschütz ist mit einem halbautomatischen Ladesystem ausgerüstet. Das Ladesystem führt die Geschosse zu und setzt sie im Rohr an; die Treibladungen legt ein Bediener ein. Die Treibladungsanzünder werden automatisch in den Verschlussblock zugeführt.
Mit dem Ladesystem können innerhalb von 10 Sekunden 3 Schuss abgefeuert werden. Danach können weitere 6–8 Schuss innerhalb einer Minute abgefeuert werden. Somit kann eine Batterie mit vier K9 innerhalb einer Minute über 1,6 Tonnen Munition ins Ziel bringen. Für anhaltendes Feuer ist aufgrund der thermischen Belastung des Rohres die Schussfolge auf 2–3 Schuss pro Minute begrenzt. K9 kann mehrere Geschosse nacheinander so abfeuern, dass alle Geschosse gleichzeitig im Ziel eintreffen (MRSI).

### Munition
K9 verwendet getrennt geladene Munition mit variablen Treibladungsbeuteln (Zonenladungen). Das heißt, das Geschoss und die Treibladung werden nacheinander geladen. Primär kommt das von der Poongsan Corporation entwickelte modulare K676/K677-Treibladungssystem zum Einsatz. Dieses besteht aus sechs kombinierbaren Ladungsbeuteln. Daneben können auch die NATO-Standard-Treibladungen sowie die DM72-Treibladungen verwendet werden. Mit der K9 werden Geschosse von Poongsan Corporation angeboten. Daneben kann die K9 nahezu die gesamte 155-mm-NATO-Munition verschießen.
Die südkoreanischen K9 verwenden die folgende Munition von der Poongsan Corporation:
| Name              | Geschosstyp                                     | Gewicht | Füllung                      | Schussdistanz |
| ----------------- | ----------------------------------------------- | ------- | ---------------------------- | ------------- |
| KM107 (M107)      | Sprenggranate                                   | 41,6 kg | 6,6 kg TNT                   | 18,8 km       |
| K307 (HEER BB)    | Sprenggranate mit Base Bleed                    | 46,4 kg | TNT                          | 41 km         |
| K308              | Cargogeschoss                                   | 46,8 kg | 88 K224-Hohlladungs-Bomblets | 28 km         |
| K310 (M397)       | Cargogeschoss mit Base Bleed                    | 46,8 kg | 49 K221-Hohlladungs-Bomblets | 36 km         |
| KM549A1 (M549A1)  | Sprenggranate mit Raketenantrieb                | 42,7 kg | TNT                          | 30,1 km       |
| K315 (HEER RA/BB) | Sprenggranate mit Base Bleed und Raketenantrieb | 47,6 kg | 4,6 kg TNT                   | 56 km         |

Technische Daten aus
Ebenso stehen für die K9 Nebelgeschosse, Leuchtgeschosse sowie Exerzier- und Übungsgeschosse zur Verfügung. Weiter kann die K9 auch Extended-Range-Full-Bore-Geschosse verschießen. So wurden bei Tests mit M9703-V-LAP-Geschossen von Rheinmetall und Denel-Munition Schussdistanzen von rund 60 km erreicht. Mit dem M982 Excalibur-Geschoss werden Schussdistanzen von über 50 km erzielt.

### Versorgungsfahrzeug

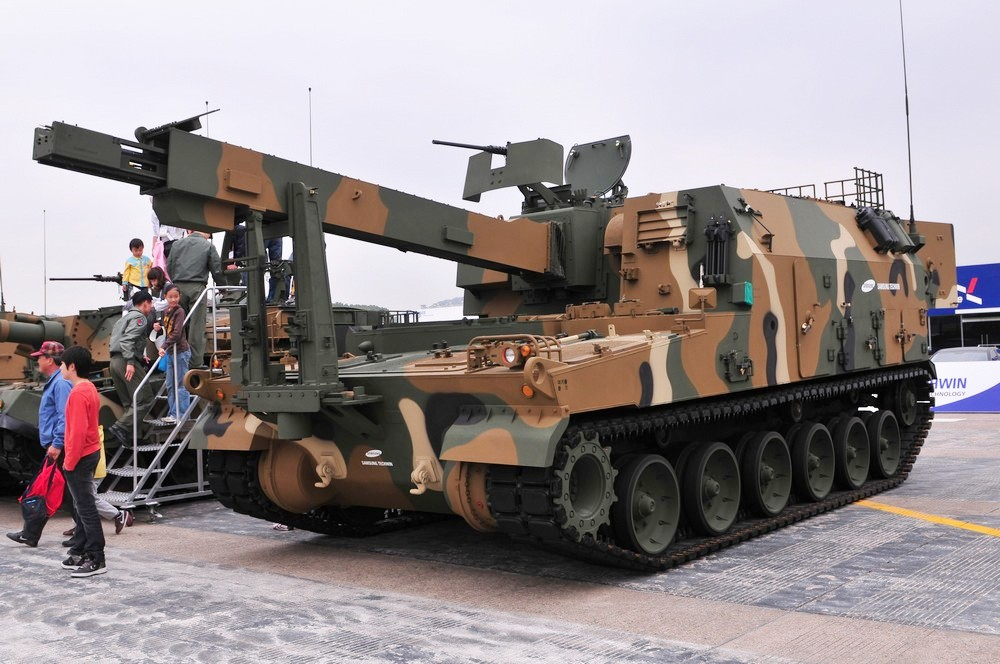
Versorgungsfahrzeug K10

Das K10-Versorgungsfahrzeug wurde zur Aufmunitionierung des K9-Geschützes entwickelt und basiert auf dessen Chassis. Der Nachladeprozess ist vollautomatisiert, kein Soldat muss sich feindlichem Feuer oder ABC-Gefahr aussetzen. Das K10 ARV besitzt dazu eine Art „Rüssel“, der in das Heck der K9-Haubitze gesteckt wird. Über diese Rampe wird die Munition in die Haubitze transportiert. Dazu wählt ein automatischer Mechanismus im K10 die Granaten und Treibladungen aus und legt sie auf die Förderrampe. Diese befördert die Munition dann in die Haubitze. Dort wird sie von einer weiteren Automatik in das Munitionslager gesteckt. Das K10-Versorgungsfahrzeug kann 104 Geschosse und 504 Treibladungen mitführen.

### Batterie-Kommandoposten
Der Batterie-Kommandoposten K77 basiert auf dem gleichen Chassis wie die K9. K77 dient als Feuerleitstand für den autonomen oder verbundenen Einsatz. Das Fahrzeug wiegt 20 Tonnen und die Bedienung besteht aus sechs bis zehn Personen.

## Varianten
- K9 Thunder: 1. Serien- und Exportversion aus dem Jahr 1999.
- K9A1 Thunder: 2. Serien- und Exportversion aus dem Jahr 2018. Mit verbessertem Feuerleitsystem, neuem Navigationssystem mit INS und GPS, V0-Messanlage, Frontinfrarotkamera, Heckkamera und Hilfstriebwerk am Waffenturm. Reduzierte Besatzung von vier Personen.[6]
- K9A2 Thunder: Prototyp mit vollautomatischem Waffenturm und einer Besatzung von drei Personen. Hartverchromte Innenseite des Geschützrohres. Größere Schusskadenz sowie CRT (Composite rubber tracks).
- K9A3 Thunder: Projekt mit vollautomatischem Waffenturm und einem Geschütz mit 58 Kaliberlängen (L/58) sowie mit autonomer Fähigkeit (MUM-T (Manned-Unmanned-Teaming)).

## Einsätze

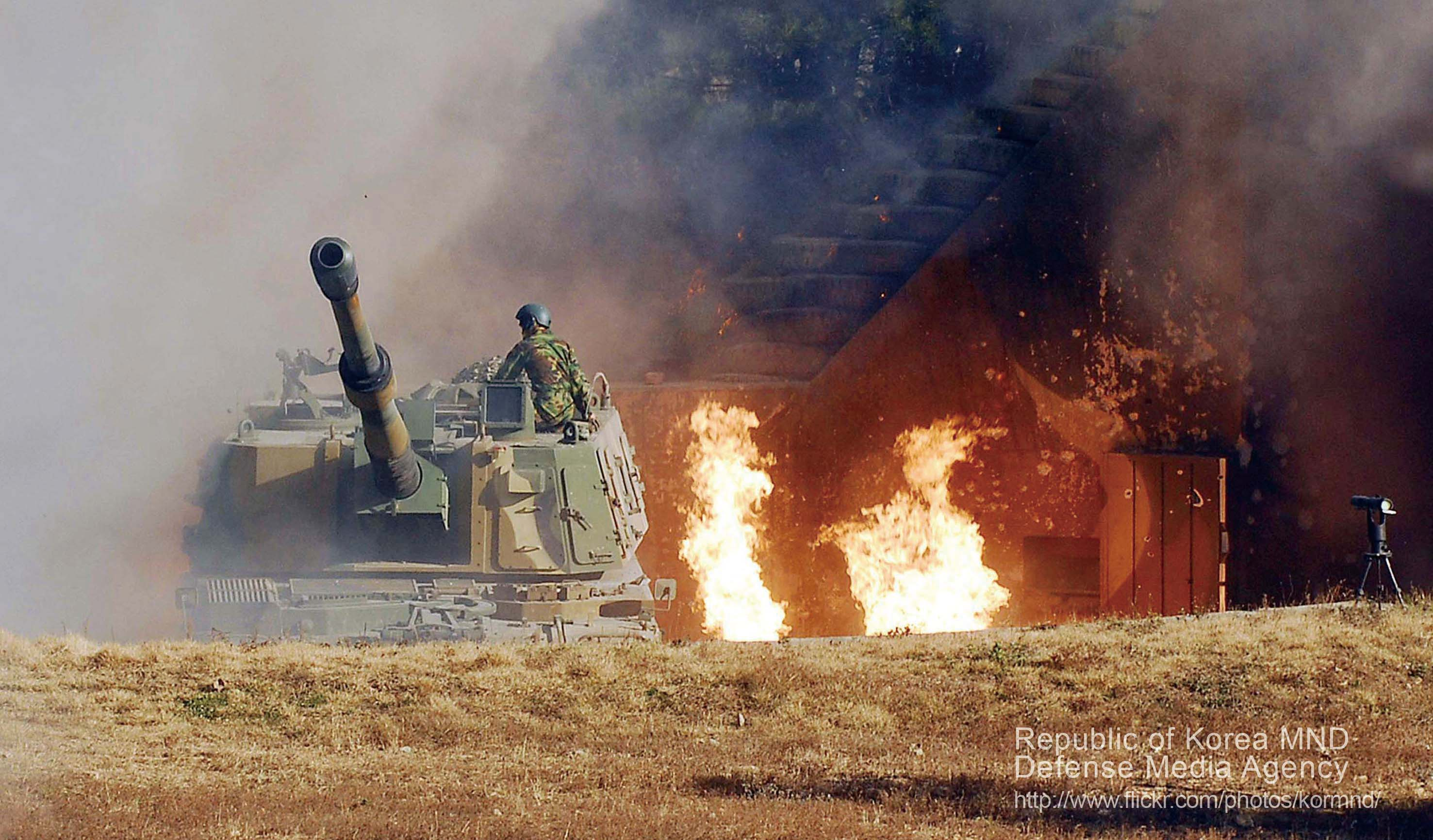
K9 bei dem Bombardement von Yeonpyeong 2010

### Bürgerkrieg in Syrien
Die türkischen Streitkräfte setzten die K9-Ausführung T-155 Fırtına Ende 2007 bis Januar 2008 zum Beschuss von PKK-Stellungen im Norden Iraks ein. Einige der Geschütze werden seit Februar 2016 an der syrisch-türkischen Grenze eingesetzt, um Positionen der kurdischen PYD und der Terrororganisation „IS“ zu beschießen. Die Fahrzeuge unterstützten vom Grenzgebiet aus die türkische Militäroffensive in Nordsyrien 2016/17. Dabei soll es PYD-Kämpfern gelungen sein, mehrere T-155 mit Panzerabwehrlenkwaffen zu zerstören. Des Weiteren wurden Fırtına-Haubitzen bei der Schlacht um Mossul im Irak eingesetzt.

### Bombardement von Yeonpyeong 2010
Die südkoreanischen K9 erlebten ihre Feuertaufe während des Bombardements von Yeonpyeong am 23. November 2010. Auf der Insel waren zu Beginn sechs Panzerhaubitzen stationiert. Drei davon verschossen ungefähr 80 Granaten auf nordkoreanische Stellungen. Zwei K9 waren durch vorhergegangenen nordkoreanischen Beschuss kampfunfähig und eine Haubitze hatte eine Ladehemmung.

## Export

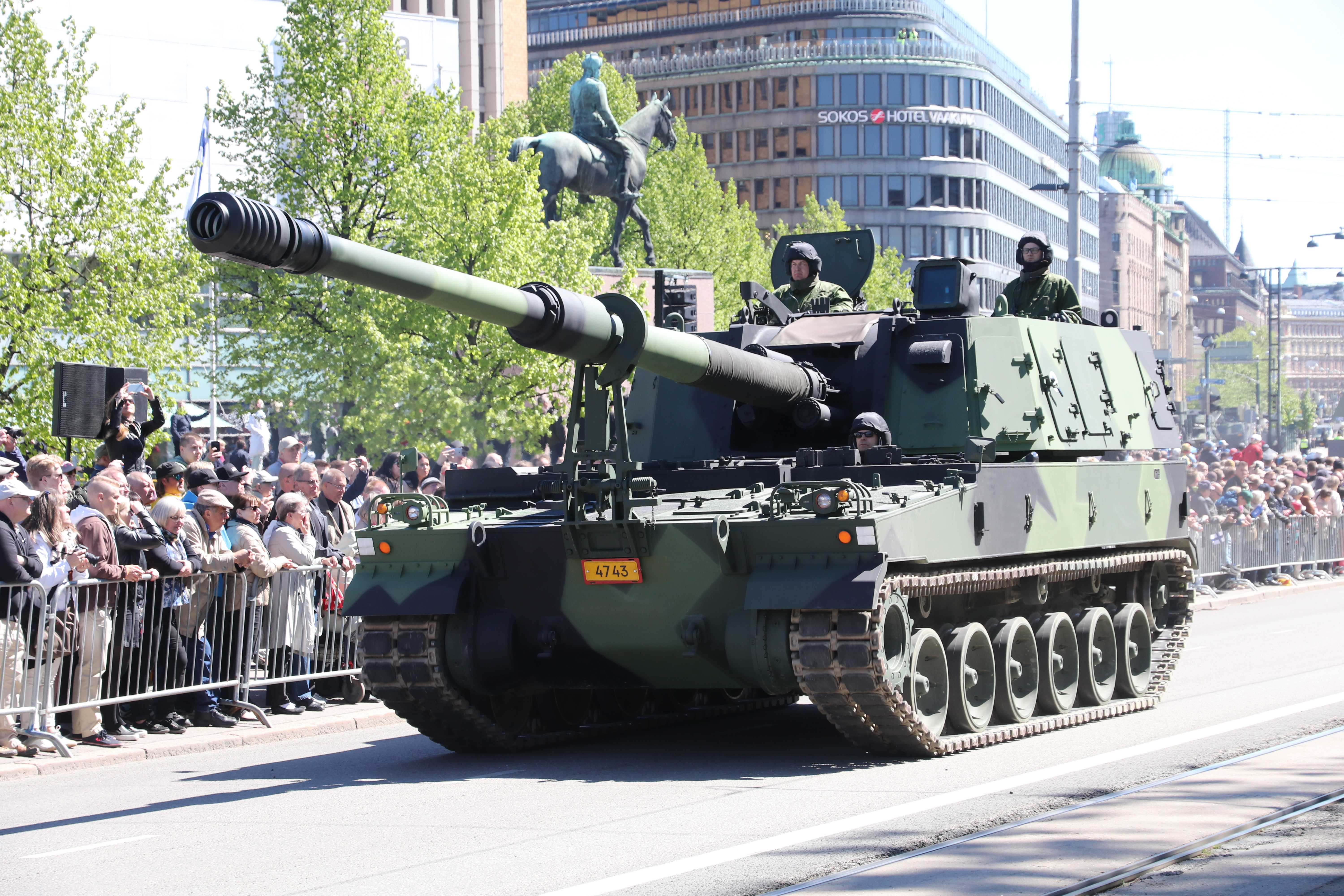
Finnische K9 Moukari

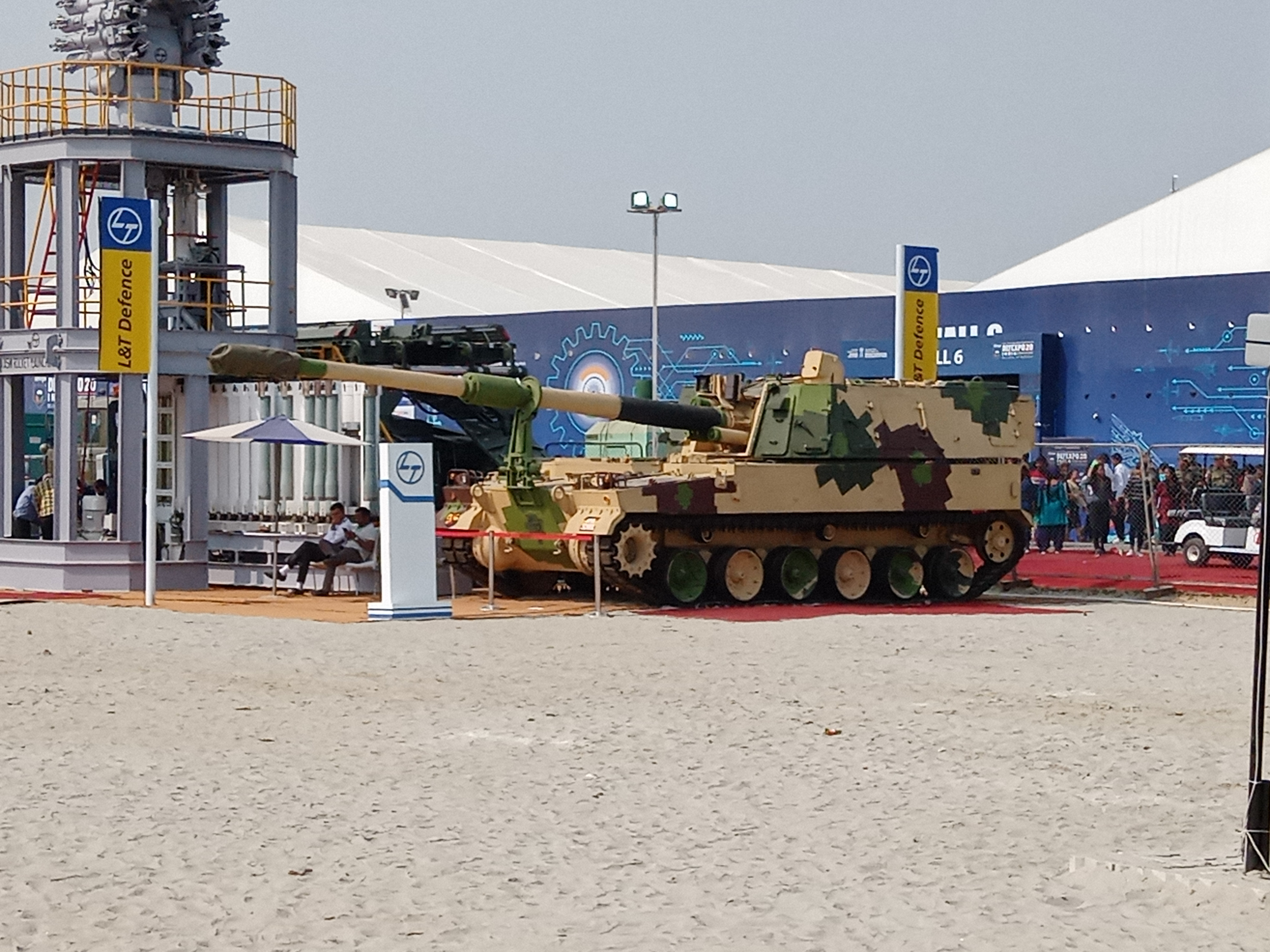
Indische K9 Vajra-T

Die K9 entwickelte sich für Hanwha Defense überraschend zu einem gefragten Exportmodell. Mit einem Stückpreis von rund 3,8 Millionen USD ist die K9 preiswerter als vergleichbare Panzerhaubitzen aus Europa oder den Vereinigten Staaten. Im Jahr 2022 hatte die K9 auf dem globalen Markt für Artillerie-Selbstfahrlafetten einen Marktanteil von 52 %.
- Ägypten: Bestellung von 200 K9A1 und K10 im Wert von 1,7 Mrd. US-Dollar.[23]
- Australien: Die australische Regierung hat sich im September 2020 im Rahmen des Land-8116-Programms für die Beschaffung von 30 K9A1 Thunder sowie 15 K10 entschieden. Das Auftragsvolumen beträgt rund 850 Millionen USD. Lokale Bezeichnung AS9 Huntsman.[24][10]
- Estland: 12 gebrauchte K9 von der südkoreanischen Armee im Jahr 2018 bestellt. Im Jahr 2020 weitere 12 K9 und im Jahr 2023 noch 12 weitere K9 bestellt.[25] Lokale Bezeichnung K9EST Kõu.[26][27]
- Finnland: 48 gebrauchte K9 von der südkoreanischen Armee.[28] Auslieferung ab 2017. Lokale Bezeichnung K9 Moukari. Bestellung von 10 weiteren K9 im Jahr 2021 sowie weitere 38 im Jahr 2022.
- Indien: 100 Stück werden von Larsen & Toubro (L&T) produziert.[29][30][31] Bestellung von weiteren 200 Stück im Jahr 2022.[32] Lokale Bezeichnung lautet K9 Vajra-T.
- Norwegen: 28 K9A1 und 14 K10. Auslieferung seit 2019. Nach einer ersten Bestellung von 24 K9 und 6 K10 wurden im Jahr 2022 weitere 4 K9 und 8 K10 bestellt. Lokale Bezeichnung K9 Vidar (Versatile Indirect Artillery).[33][34]
- Polen: 120 K9-Chassis für AHS Krab im Jahr 2014 bestellt. Im Jahr 2022 wurden zusätzlich 650 K9A1 bzw. K9PL bestellt.[35]
- Rumänien: Der rumänische Verteidigungsminister unterzeichnete im Juni 2024 einen Kaufvertrag für 54 K9 und 36 K10 für 920 Mio. US-Dollar.[36][37]
- Südkorea: K9 – 1200+ Stück und K10. Werden nachgerüstet auf den Stand K9A1.[38]
- Türkei: Die Türkei produzierte 300 K9 in Lizenz (die ersten acht Fahrzeuge wurden in Südkorea produziert). Gegenüber dem Ursprungsmodell verfügen diese Modelle über ein in der Türkei entwickeltes Feuerleitsystem sowie über einen abgeänderten Waffenturm. Lokale Bezeichnung T-155 Fırtına.